# The Rox Box / Roxette 86-06
The Rox Box/Roxette 86-06 släpptes 2006 och är en samlingsbox från den svenska popduon Roxette, till deras 20-årskalas för framgångsrika hitsinglar och album.
Sångerna i detta boxset sträcker sig tillbaka till Roxettes första lansering, "Neverending Love" till de två nya "One Wish" och "Reveal", som också finns med på deras Greatest hits-skiva, A Collection of Roxette Hits - Their 20 Greatest Songs!. Några andra tidigare olanserade demos finns också i och hela konserten MTV Unplugged.

## Låtlista
Sånger i fet stil är olanserade inspelningar

### CD 1
1. "Neverending Love" 3.36 (Singel A-sida/från: Pearls of Passion)
2. "Secrets That She Keeps"  – 3:40 (från: Pearls of Passion)
3. "Goodbye to You"  – 3:59 (Singel A-sida/från: Pearls of Passion)
4. "Soul Deep"  – 3:36 (Singel A-sida/från: Pearls of Passion)
5. "The Look"  – 3:56 (Singel A-sida/från: Look Sharp!)
6. "Dressed for Success"  – 4:13 (Singel A-sida/från: Look Sharp!)
7. "Sleeping Single"  – 4:37 (från: Look Sharp!)
8. "Paint"  – 4:41 (från: Look Sharp!)
9. "Dangerous"  – 3:48 (Singel A-sida/från: Look Sharp!)
10. "Listen to Your Heart"  – 5:14 (Singel A-sida/från: Look Sharp!)
11. "The Voice"  – 4:06 (Singel B-sida/Outtake från: Look Sharp!)
12. "Cry" 5.05 (Demo)
13. "It Must Have Been Love"  – 4:48 (Singel A-sida/från The Pretty Woman Soundtrack)
14. "Joyride"  – 4:30 (Singel A-sida/från: Joyride)
15. "Fading Like a Flower (Every Time You Leave)"  – 3:54 (Singel A-sida/från: Joyride)
16. "Spending My Time"  – 4:39 (Singel A-sida/från: Joyride)
17. "Watercolours in the Rain"  – 3:39 (från: Joyride)
18. "Church of Your Heart"  – 3:20 (Singel A-sida/från: Joyride)
19. "Perfect Day"  – 4:06 (från: Joyride)

### CD 2
1. "The Big L"  – 4:29 (Singel A-sida/från: Joyride)
2. "[Do You Get] Excited?"  – 4:18 (från: Joyride)
3. "Things will never be the" same  – 4:29 (från: Joyride)
4. "The Sweet Hello, The Sad Goodbye"  – 3:20 (Singel B-side/Outtake från: Joyride)
5. "Love Spins"  – 3:31 (Demo)
6. "Seduce Me"  – 3:56 (Singel B-side/Demo)
7. "How Do You Do!"  – 3:12 (Singel A-sida/från: Tourism)
8. "The Heart Shaped Sea"  – 4:31 (från: Tourism)
9. "The Rain"  – 4:49 (från: Tourism)
10. "Never Is a Long Time"  – 3:44 (från: Tourism)
11. "Silver Blue"  – 4:05 (från: Tourism)
12. "Come Back [Before You Leave]"  – 4:30 (från: Tourism)
13. "Queen of Rain"  – 4:49 (Singel A-sida/ från: Tourism)
14. "Almost Unreal"  – 3:58 (Singel A-sida/från The Super Mario Bros. Soundtrack)
15. "Sleeping in My Car"  – 3:47 (Singel A-sida/från: Crash! Boom! Bang!)
16. "Crash! Boom! Bang!"  – 5:02 (Singel A-sida/från: Crash! Boom! Bang!)
17. "Vulnerable"  – 5:03 (Singel A-sida/från: Crash! Boom! Bang!)
18. "The First Girl On The Moon"  – 3:11 (från: Crash! Boom! Bang!)
19. "I'm Sorry"  – 3:10 (från: Crash! Boom! Bang!)

### CD 3
1. "Run to You"  – 3:39 (från: Crash! Boom! Bang!)
2. "See Me"  – 3:48 (Outtake från: Crash! Boom! Bang!)
3. "June Afternoon"  – 4:15 (Singel A-sida/ från: Don't Bore Us - Get To The Chorus - Roxette's Greatest Hits!)
4. "You Don't Understand Me"  – 4:28 (Singel A-sida / från: Don't Bore Us - Get To The Chorus - Roxette's Greatest Hits!)
5. "She Doesn't Live Here Anymore"  – 4:03 (från: Don't Bore Us - Get To The Chorus - Roxette's Greatest Hits!)
6. "I Don't Want To Get Hurt" 4.17 (från: Don't Bore Us - Get To The Chorus - Roxette's Greatest Hits!)
7. "Always Breaking My Heart" 3.05 (Demo)
8. "Help!" 2.56 (från The Abbey Road Sessions)
9. "Wish I Could Fly"  – 4:40 (Singel A-sida/från: Have A Nice Day)
10. "You Can't Put Your Arms Around What's Already Gone"  – 3:35 (från: Have A Nice Day)
11. "Waiting For The Rain"  – 3:37 (från: Have A Nice Day)
12. "Anyone"  – 4:31 (Singel A-sida/från: Have A Nice Day)
13. "Stars"  – 3:56 (Singel A-sida/från: Have A Nice Day)
14. "Salvation"  – 4:38 (Singel A-sida/från: Have A Nice Day)
15. "Cooper"  – 4:17 (från: Have A Nice Day)
16. "Beautiful Things" 3.48 (från: Have A Nice Day)
17. "It Hurts"  – 3:54 (Outtake från: Have A Nice Day)
18. "Little Miss Sorrow"  – 3:54 (från: The Pop Hits/Outtake från: Have A Nice Day)
19. "Happy Together"  – 3:55 (Singel B-side/Outtake från: Have A Nice Day)
20. "Staring At The Ground" 3.50 (Demo)

### CD 4
1. "7Twenty7" 3.25 (Demo)
2. "It Will Take A Long Long Time"  – 4:03 (Singel B-side)
3. "Anyone/I Love How You Love Me" 4.22 (Demo)
4. "Myth" 4.24 (Demo)
5. "New World" 4.33 (Demo)
6. "Better Off On Her Own" 2.48 (Demo)
7. "Real Sugar"  – 3:16 (Singel A-sida/från: Room Service)
8. "The Centre of the Heart (Is a Suburb to the Brain)"  – 3:27 (Singel A-sida/från: Room Service)
9. "Milk and Toast and Honey"  – 4:04 (Singel A-sida/från: Room Service)
10. "Jefferson"  – 3:51 (från: Room Service)
11. "Little Girl"  – 3:36 (från: Room Service)
12. "The Weight of The World"  – 2:52 (Outtake från: Room Service)
13. "Every Day"  – 3:24 (Outtake från: Room Service)
14. "Bla Bla Bla Bla Bla [You Broke My Heart]"  – 4:36 (Demo)
15. "A Thing About You"  – 3:51 (Singel A-sida/från: The Ballad Hits)
16. "Breathe" 4.34 (från: The Ballad Hits)
17. "Opportunity Nox"  – 3:01 (Singel A-sida/från The Pop Hits)
18. "All I Ever Wanted" 4.25 (Demo)
19. "Reveal" (Singel A-sida/Inspelad 2006) 4.00
20. "One Wish" (Singel A-sida/Inspelad 2006) 3.30

### DVD
- Spår: 1 - 23 MTV Unplugged!
- Spår: 24 - 60 Musikvideofilmer!

1. The Look
2. Queen Of Rain
3. Hotblooded
4. Interview
5. I Never Loved A Man (The way I Love You)
6. It Must Have Been Love
7. Fingertips
8. Interview
9. Heart Of Gold
10. Church Of Your Heart
11. Listen To Your Heart
12. Interview
13. Here Comes The Weekend
14. Joyride
15. So You Wanna Be A Rock 'N' Roll Star
16. Dangerous
17. Spending My Time
18. The Heart Shaped Sea
19. Cry
20. Watercolours In The Rain
21. Surrender
22. Fading Like A Flower (Every Time You Leave)
23. Perfect Day
24. Neveending Love
25. Soul Deep
26. I Call Your Name
27. Chances
28. The Look
29. Dressed For Success
30. Listen To Your Heart
31. Dangerous
32. It Must Have Been Love
33. Joyride
34. Fading Like A Flower (Every Time You Leave)
35. Spending My Time
36. (Do you Get) Excited
37. Church Of Your Heart
38. The Big L.
39. How Do You Do!
40. Queen Of Rain
41. Almost Unreal
42. Fingertips '93
43. Fireworks
44. Sleeping In My Car
45. Crash! Boom! Bang!
46. Run to You
47. Vulnerable
48. June Afternoon
49. You Don't Undestand Me
50. She Doesn't Live Here Anymore
51. Un Dia Sin Ti
52. Wish I Could Fly
53. Stars
54. Salvation
55. Anyone
56. Real Sugar
57. The Centre Of The Heart
58. Milk And Toast And Honey
59. A Thing About You
60. Opportunity Nox

## Singlar
- One Wish
- Reveal